# Марьевский сельский совет (Магдалиновский район)
Марьевский сельский совет (укр. Мар'ївська сільська рада) — входит в состав
Магдалиновского района
Днепропетровской области
Украины.
Административный центр сельского совета находится в 
с. Марьевка.

## Населённые пункты совета
- с. Марьевка
- с. Оляновка
- с. Трудолюбовка